# Lleó Audouard Deglaire
Lleó Audouard Deglaire   (Barcelona, 17 de març de 1865 - Girona, 29 de març de 1953) va ser un odontòleg i fotògraf afeccionat.
Lleó Audouard pertany a una família d'odontòlegs d'origen francès instal·lats a Girona a la Casa Boué del Pont de Pedra. Un dels seus membres, Pau Audouard, fou un reconegut fotògraf que es traslladà a Barcelona el 1879, on obrí una galeria al número 17 del Centre que funcionà fins als anys 1910. Lleó Audouard participà durant alguns anys del negoci fotogràfic del seu germà, assumint el rol d'empresari. A nivell particular, fou afeccionat a la fotografia.